# Charles Ernest (poire)
La Charles Ernest est une variété ancienne de poire d'hiver .

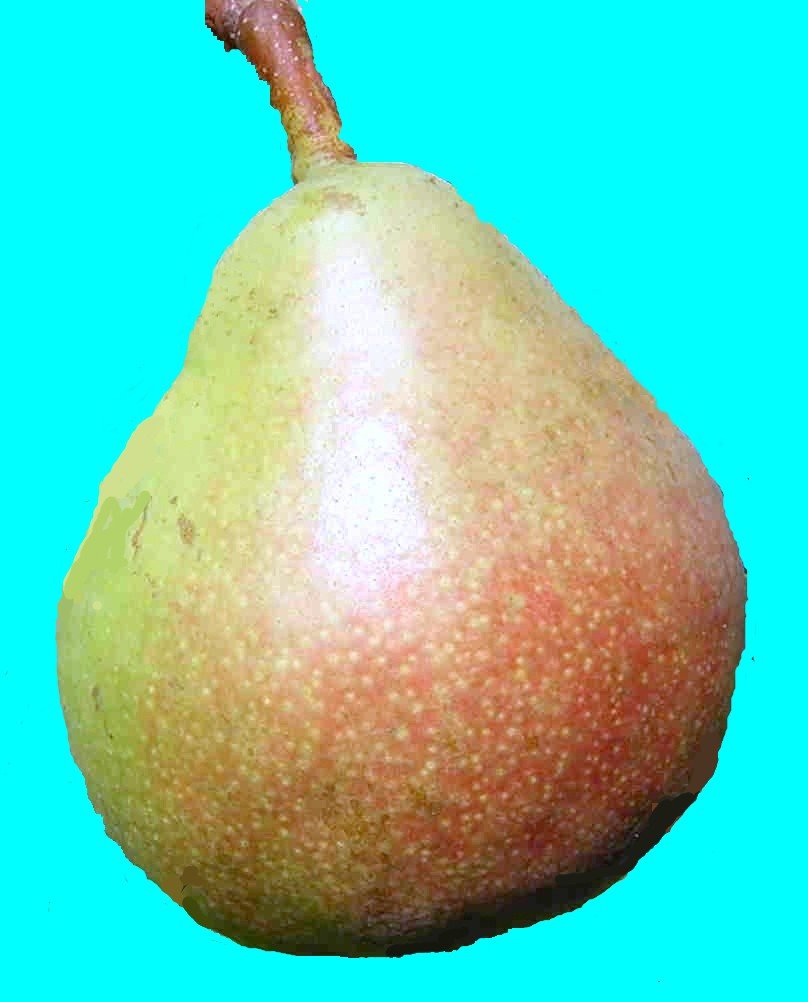
Charles Ernest.

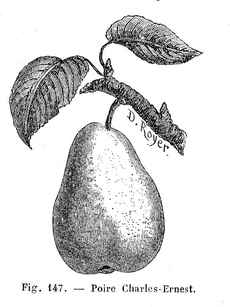
Charles Ernest.

## Origine
Charles Ernest est une obtention de Charles Baltet, de Troyes, Aube.

## Description

### Arbre
Arbre trapu, pyramidal, dont la greffe est compatible avec le cognassier.

### Fruit
La taille du fruit va de gros à très gros, il est ventru, piriforme. Son épiderme est jaune crémeux, sa chair blanche, modérément juteuse.
Son goût se révèle fondant, sucré, doux, de bonne qualité.
La période de fructification et de conservation va de novembre à décembre.